# Triițea, Borșciv
Triițea (în ucraineană Трійця) este un sat în comuna Ivankiv din raionul Borșciv, regiunea Ternopil, Ucraina.

## Demografie
Componența lingvistică a localității Triițea
     Ucraineană (100%)
Conform recensământului din 2001, toată populația localității Triițea era vorbitoare de ucraineană (100%).